# Литвины (Брестская область)
Литвины (бел. Літвіны) — деревня в Брестском районе Брестской области Белоруссии, в 16 км к востоку от Бреста. Входит в состав Мухавецкого сельсовета.

## История
Основана в начале 1920-х годов.
После Рижского мирного договора 1921 года — в составе Брестского повята Полесского воеводства Польши.
С 1939 года — в составе БССР. В 1941 году — 12 дворов.